# 大江橋駅
大江橋駅（おおえばしえき）は、大阪府大阪市北区中之島二丁目にある、京阪電気鉄道中之島線の駅。駅番号はKH52。

## 歴史
- 2008年（平成20年）10月19日：開業。
- 2016年（平成28年）6月7日：自動定期券発行機を廃止[2]。これに伴い、定期券は隣の渡辺橋駅や近隣となる京阪本線 淀屋橋駅などを利用することになる。

## 駅構造
島式ホーム1面2線を有する地下駅。改札口は地下1階、ホームは地下3階にある。駅出入口や改札口の外側は、中之島線の各駅共通の特徴である不燃性木材とガラスで構成された壁面となっている。ホームの壁面は、駅周辺にある日本銀行大阪支店や大阪市役所の壁面にも使われている「石」を使用して、中之島の「現代」をイメージしている。
改札口の外側に、かつてアンスリーとサブウェイ、天牛堺書店が存在したが、サブウェイは開業から半年ほどで、天牛堺書店は2014年3月にそれぞれ閉店。その後、アンスリーも閉店したことから、2024年11月現在すべてのテナントが閉店している。
また空調の熱源として堂島川の水を汲み上げて熱交換して川に戻し、太陽光を光ファイバーや光ダクトを通してコンコースを照らして省エネを図っている。

### のりば
| 番線 | 路線      | 方向 | 行先                   |
| ---- | --------- | ---- | ---------------------- |
| 1    | ■中之島線 | 上り | 京橋・三条・出町柳方面 |
| 2    | ■中之島線 | 下り | 中之島方面             |

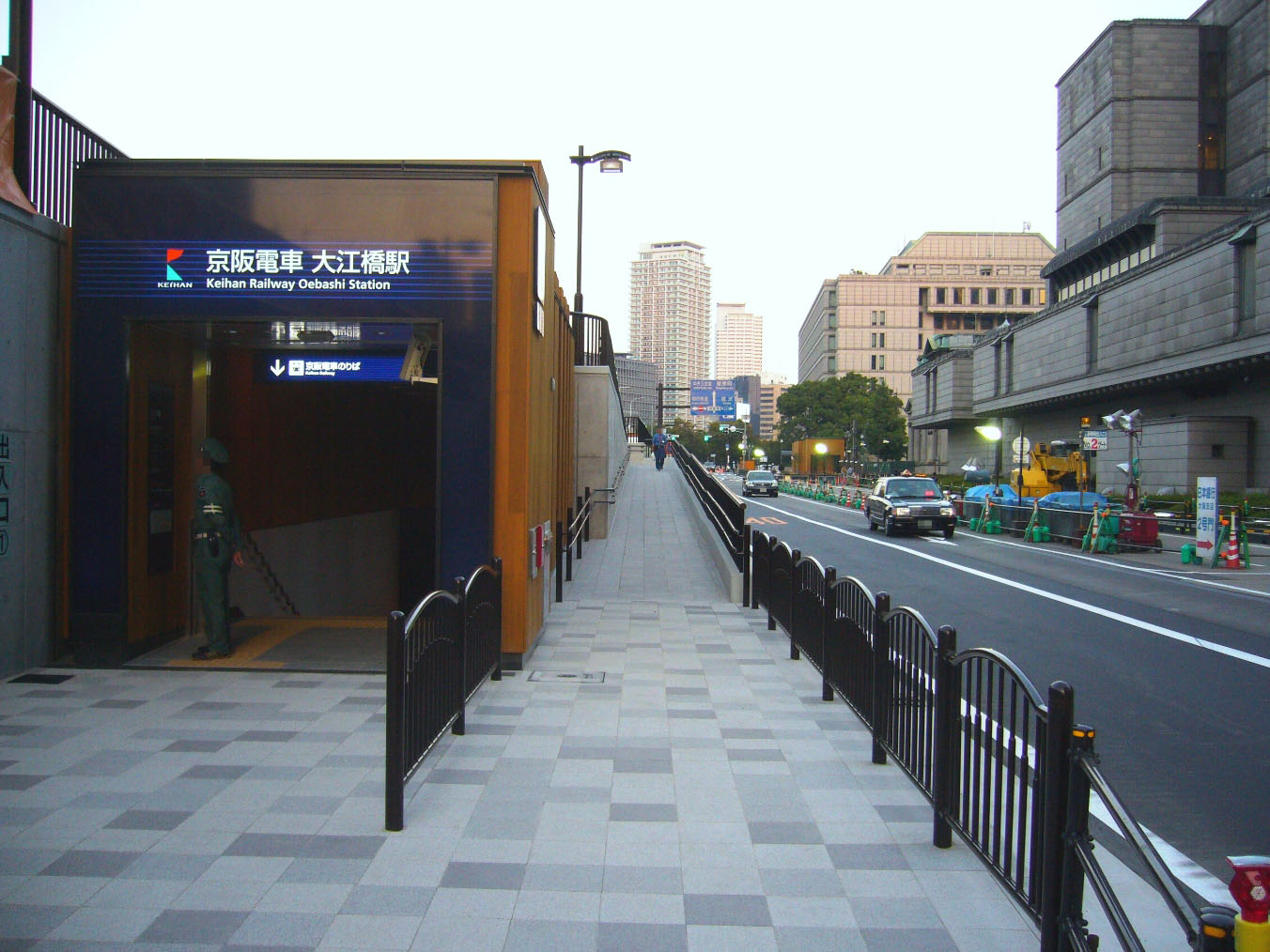
駅周辺。右は日本銀行大阪支店で、その背後は大阪市役所 （2008年10月19日）
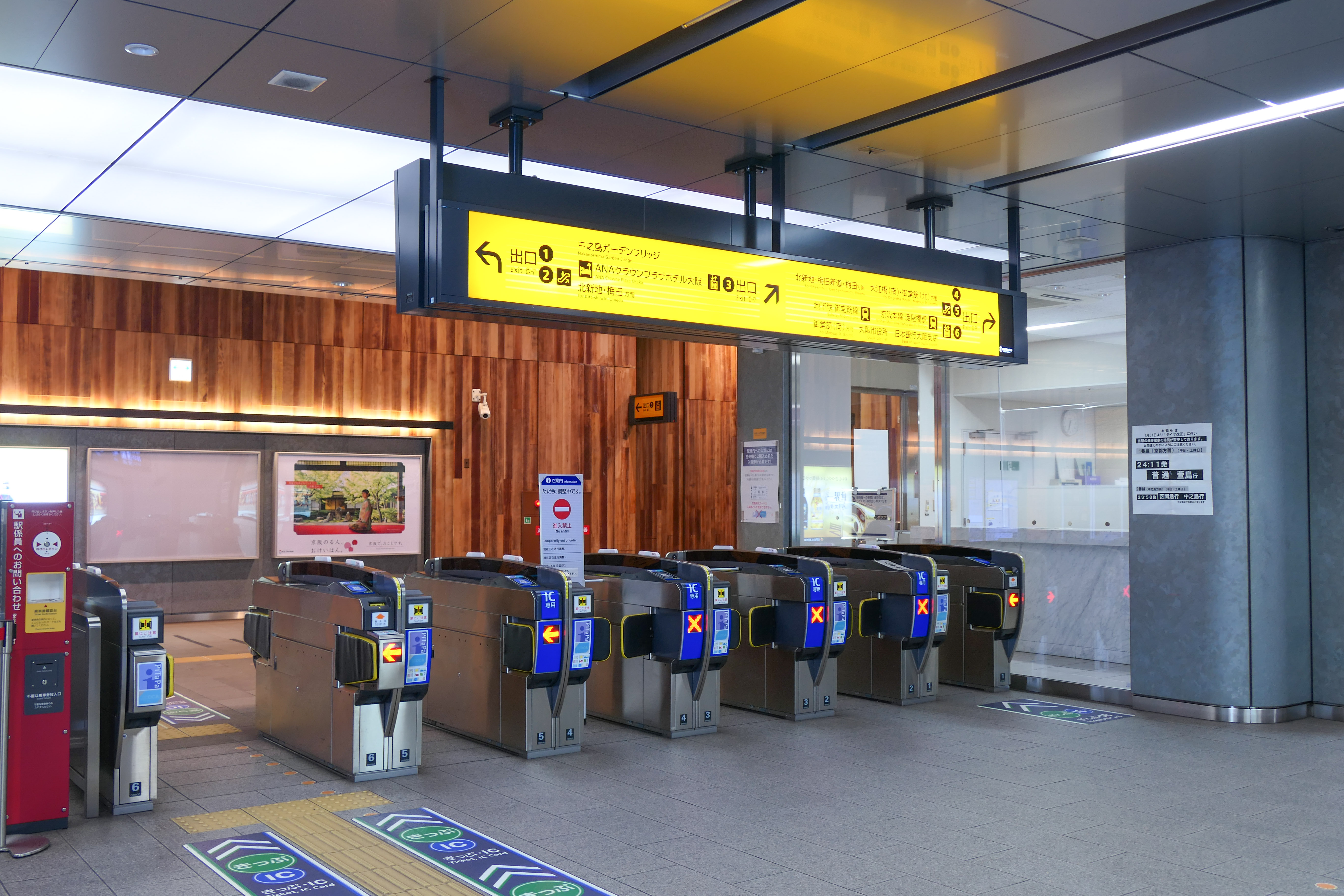
改札口 （2021年1月31日）
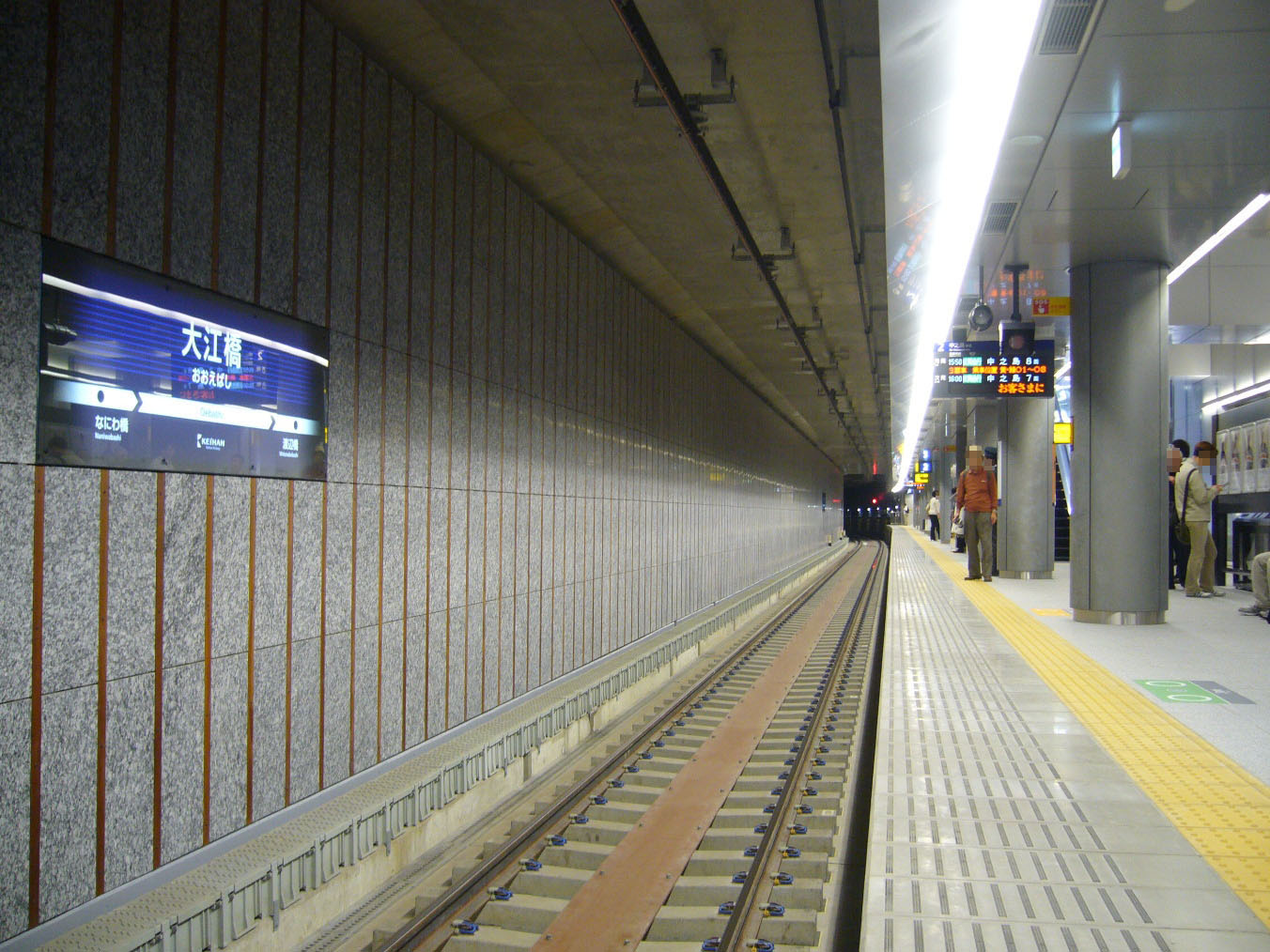
駅ホーム （2008年10月19日）

## 利用状況
2023年（令和元年）度の特定日における1日乗降人員は4,618人（乗車人員：1,832人、降車人員：2,786人）である。
駅開業後の特定日における乗降・乗車人員は下表の通り。
| 年度   | 特定日   | 特定日   | 特定日   | 1日平均 乗車人員 | 出典   |
| 年度   | 調査日   | 乗降人員 | 乗車人員 | 1日平均 乗車人員 | 出典   |
| ------ | -------- | -------- | -------- | ---------------- | ------ |
| 2008年 | 11月11日 | 7,258    | 3,297    | 3,345            | [ 5 ]  |
| 2009年 | 11月10日 | 7,104    | 3,101    | 3,311            | [ 6 ]  |
| 2010年 | 11月09日 | 7,321    | 3,271    | 3,179            | [ 7 ]  |
| 2011年 | 11月01日 | 7,326    | 3,343    | 3,317            | [ 8 ]  |
| 2012年 | 10月31日 | 5,825    | 2,900    | 3,419            | [ 9 ]  |
| 2013年 | 11月12日 | 6,039    | 2,536    | 3,019            | [ 10 ] |
| 2014年 | 11月11日 | 6,563    | 2,783    | 2,674            | [ 11 ] |
| 2015年 | 11月10日 | 6,003    | 2,444    | 2,912            | [ 12 ] |
| 2016年 | 11月08日 | 6,098    | 2,540    | 2,586            | [ 13 ] |
| 2017年 | 11月07日 | 6,007    | 2,434    | 2,794            | [ 14 ] |
| 2018年 | 11月06日 | 5,929    | 2,359    | 2,564            | [ 15 ] |
| 2019年 | 11月12日 | 6,088    | 2,371    |                  | [ 16 ] |
| 2020年 |          | 4,392    | 1,774    |                  | [ 17 ] |
| 2021年 |          | 3,829    | 1,540    |                  | [ 18 ] |
| 2022年 |          | 4,116    | 1,612    |                  | [ 19 ] |
| 2023年 |          | 4,618    | 1,832    |                  | [ 20 ] |

## 駅周辺
当駅は、梅田・北新地エリアへの最寄り駅の一つである。
- Osaka Metro御堂筋線・京阪本線 淀屋橋駅 - 御堂筋線との乗り換え駅として案内されるが、乗り換え駅としてはやや離れているため、地上を経由しての乗り換えとなる。
- 中之島公園
- 大江橋
- 淀屋橋
  - 淀屋橋odona
- 大阪水上バス淀屋橋港

北区 中之島一丁目
- 大阪市役所 - Osaka Metroが車内放送で「市役所前」と案内する淀屋橋駅より当駅のほうが大阪市役所に近いが、京阪では両駅とも市役所前といった類の車内放送はない。

北区 中之島二丁目
- 日本銀行大阪支店
- 大阪中之島ビル（旧・ニチメンビルディング）
- 大阪三井物産ビル
- 中之島セントラルタワー
- 中之島ガーデンブリッジ

北区 堂島浜一丁目
- ANAクラウンプラザホテル大阪（旧・大阪テレビ放送跡地）
- 新ダイビル
  - 大阪新ダイビル内郵便局
- 大阪堂島浜タワー（旧大阪三菱ビルディング）
- アクア堂島NBFタワー
- 堂島米会所跡碑

北区 西天満二丁目
- 大阪高等裁判所・大阪地方裁判所・大阪簡易裁判所合同庁舎

## バス路線
大江橋北詰にほど近い御堂筋の堂島ビルヂング前に大阪シティバスの大江橋停留所および大阪バスの北新地停留所が設置されている。大阪シティバスの大江橋停留所は大江橋南詰からやや西へ離れた中之島通の日本銀行大阪支店北側にも設置されているが、副称による区分はない。
当駅の地上に位置する中之島通の停留所は2009年6月1日に京阪中之島線の整備復旧工事完了に合わせて設置され、現在の大阪シティバス53号系統用の停留所となっている。御堂筋が南行きの一方通行となっており、大江橋南詰交差点（8車線の一番右側が右折専用車線）を右折しなければならないこの系統は、御堂筋の停留所しかない時代は大江橋南詰交差点でいわゆる二段階右折をしていた。
大阪シティバスでは大江橋停留所の他、3ヶ所に分かれている淀屋橋停留所のうち淀屋橋（市役所前）も当駅に近接する。
大江橋
- 大阪シティバス
  - 8号系統：本町・心斎橋筋一丁目経由 なんば 行
  - 53号系統：中之島四丁目・堂島大橋経由 船津橋 行
  - 62号系統：天満橋・上本町六丁目・あべの橋・播磨町経由 住吉車庫前 行

このほか88号系統（天保山行）が御堂筋を走行するが、大江橋停留所は全便通過となる。利用の場合は淀屋橋（西）停留所が直近となる。
北新地
- 大阪バス
  - 1系統（御堂筋線）：心斎橋大丸前・道頓堀・堺筋本町経由 大阪駅 行
  - 2系統（御堂筋線）：心斎橋大丸前 行

淀屋橋（市役所前）

## その他
- 当駅と淀屋橋駅は同じ距離として、運賃が計算される。また、当駅または淀屋橋駅を跨ぐ定期券を利用する場合、同一駅とみなして相互に乗降することが可能である[22]。
- 淀屋橋駅とは地上を経由しての乗り換えとなっているが、同駅との地下連絡通路を設ける案が内閣官房に設置された都市再生本部で提案されている[23]。
- 改札外のコンコースには、かつて中之島に立ち並んだ蔵屋敷跡が描かれた「中之島蔵屋敷跡分布図」が設置されている。これは、大阪中之島ロータリークラブから国際ロータリー100周年記念事業として中之島高速鉄道に寄贈されたものである。
- 行楽シーズンや京都競馬場重賞レース開催時などに運転される臨時列車以外、特急・急行は当駅に入線しない。また、近接する淀屋橋駅には特急が入線するが、特段の案内は行われていない。※京阪中之島線#運行形態も参照。

## 隣の駅
京阪電気鉄道
中之島線（中之島 - 京橋間は種別を問わず各駅に停車）
■通勤快急（平日下りのみ運転）・■快速急行（土休日は下りのみ運転）・■通勤準急（平日下りのみ運転）・■準急（土休日は下りのみ運転）・■区間急行・■普通
渡辺橋駅 (KH53) - 大江橋駅 (KH52) - なにわ橋駅 (KH51)
- 括弧内は駅番号を示す。